# Соковнин, Александр Львович
Александр Львович Соковнин (18 [31] октября 1912, Кривой Рог, Херсонская губерния — 29 апреля 1993, Кишинёв) — советский и молдавский пианист и музыкальный педагог. Заслуженный деятель искусств Молдавской ССР.

## Биография
Родился 18 (31) октября 1912 года в местечке Кривой Рог в семье адвоката Льва Александровича Соковнина и домохозяйки Берты Еремеевны Соковниной.
В 1927 году переехал из Кривого Рога в Днепропетровск, где поступил в Днепропетровское музыкальное училище в класс Евгении Гейман. В 1929 году Евгения Гейман уехала в Ленинград, где устроилась на работу в Ленинградское музыкальное училище. Александр отправился продолжать обучение вслед за преподавателем.
Затем обучался в Ленинградском музыкальном техникуме у Павла Серебрякова и в Ленинградской консерватории у Леонида Николаева. Преподавал в Ленинграде, Ижевске, Ташкенте.
В 1947 году назначен заместителем директора Каунасской консерватории, в 1948 году (после отстранения в ходе кампании против «безродных космополитов» Д. Г. Гершфельда) ненадолго возглавил Кишинёвскую консерваторию, затем на протяжении многих лет заведовал в ней кафедрой специального фортепиано.
Умер 29 апреля 1993 года в Кишинёве.

## Творческая деятельность
Концертировал в пределах республики, получил особенное признание как исполнитель произведений Александра Скрябина.
Среди учеников Соковнина — Александр Зейликович Бондурянский, музыкальный педагог Лия Эммануиловна Оксинойт (1921—2003).